# Epicauta rutilifrons
Epicauta rutilifrons es una especie de coleóptero de la familia Meloidae.

## Distribución geográfica
Habita en Argentina.